# Herman Diels
Herman Diels (Turnhout, 23 januari 1903 - 7 januari 1986) was een Belgisch kunstschilder.

## Levensloop
Herman Diels heeft zijn kunst beoefend van 1920 tot 1980. De periode was er een van grote beweeglijkheid en uiteenlopende stromingen zoals figuratieve en abstracte kunst, objectkunst, conceptuele kunst en vele andere. Diels evolueerde mee met deze stromingen.
Het vroege werk van Diels bestond hoofdzakelijk uit portretten en stillevens die hij op bestelling maakte. Het werk situeerde zich binnen het academisme van zijn opleiding aan de Koninklijke Academie voor Schone Kunsten en aan het Nationaal Hoger Instituut voor Schone Kunsten in Antwerpen. Zijn leermeester was voornamelijk Eugeen van Mieghem.
Gedurende de jaren dertig stelde Diels tentoon in Brusselse kunsthuizen. De kunstcritici loofden het fantasierijke kleurgebruik van de schilder. Zijn portretten werden daarbij ontdaan van overtollige details.
Na 1940 kende hij, naar eigen zeggen, een 'geestelijke doorbraak' voor zijn kunst door het lezen van de Bijbel en van literaire en theoretische geschriften zoals de reflecties van de Franse schilder-theoreticus André Lothe.
In 1945 werd in Brussel de groep Jeune Peinture Belge gevormd. Ook al hingen ze ideeën aan die ook Diels tot de zijne kon maken, hij sloot zich niet bij hen aan. Hij was afkerig van verenigingsleven en bleef liever op zijn eentje in Turnhout. In de jaren 1948-1950 experimenteerde hij met geel licht. Door gebruik te maken van gekleurde filters verkreeg zijn palet een warme gloed.
Vanaf 1950 vereenvoudigde hij zijn vormentaal. In een spel van onregelmatige vlakken toonde hij menselijke figuren in een onbestemde ruimte. Het concept van voor- en achterplan werd opgegeven en diepte werd mee verkregen door kleuren tegen elkaar af te zetten. De relatief forse toets bracht beweging en richting in deze composities.
Tussen 1954 en 1957 werd zijn werk uitgesproken decoratief.
Aan het einde van de jaren 1950 keerde hij terug naar de lyrisch abstracte stroming. Kleur primeerde, perspectief werd geweerd en de autonome, innerlijke ruimte van het doek werd nagestreefd.
In zijn verdere carrière sloot hij zich nooit uitgesproken aan bij nieuwe tendensen. Toch deelde hij interessevelden met vertegenwoordigers van de artistieke stromingen, zoals die van de Cobra-kunstenaars of van de beoefenaars van de geometrische abstractie. Hij bewandelde verder zijn eigen weg, op zoek naar het juiste evenwicht tussen kleurtoetsen en bevreemdende figuren.
Het kunstenaarsbestaan van Diels werd afgesloten met een schijnbare paradox. De bekende colorist koos tegen het einde van zijn leven voor een wit, monochroom palet.